# Dolores (Buenos Aires)
Dolores é uma cidade da Argentina, localizada na província de Buenos Aires.